# 1963 год в телевидении
Список 1963 год в телевидении описывает события в мире телевидения, произошедшие в 1963 году.

## События
- 1 апреля — Начало вещания немецкого телеканала ZDF.
- 2 апреля — впервые вышел прямой репортаж с луны.
- 3 декабря — вышла передача Сельская новь, который впоследствии стала известна как Сельский час.

## Родились
- 28 января — Сергей Супонев, ТВ-ведущий (Марафон-15, Звёздный час, Зов джунглей), руководитель детской линейки ОРТ (погиб в 2001 году).
- 19 мая — Софи Даван, французская ТВ-ведущая (Ключи от форта Байяр, Тайны Ксапатана), журналистка и актриса
- 28 сентября — Владимир Турчинский, ТВ-ведущий (STAR-старт), актёр, спортсмен (ум. в 2009).
- 10 ноября — Михаил Ефремов, ТВ-ведущий (Жди меня) и актёр.
- 14 ноября — Лолита Милявская, ТВ-ведущая (Доброе утро, страна) и певица.